# 발렌티나 코르테세
발렌티나 코르테세(Valentina Cortese, 1923년 1월 1일 ~ 2019년 7월 10일)는 이탈리아의 배우이다.

## 출연 작품
- 스패로우 (1993)
- 바론의 대모험 (1989)
- 나자렛 예수 (1977)
- 아메리카의 밤 (1973)
- 성프란체스코 (1973)
- 트로츠키 암살 (1972)
- 트루게네프의 첫 사랑 (1970)
- 산타 비토리아의 비밀 (1969)
- 라일라 클레어의 전설 (1968)
- 영혼의 줄리에타 (1965)
- 너무 많은 것을 안 여자 (1963)
- 바라바 (1962)
- 여자 친구들 (1955)
- 맨발의 백작부인 (1954)
- 전신 언덕의 집 (1951)
- 도둑의 고속도로 (1949)
- 유리산 (1948)
- 야크 인 로마 (1946)
- 제스터스 서퍼 (1942)